# Stepan Ghasarjan
Stepan Hajki Ghasarjan (armenisch Ստեփան Հայկի Ղազարյան, FIFA-Schreibweise nach englischer Transkription Stepan Ghazaryan; * 11. Januar 1985 in Jerewan) ist ein armenischer Fußballtorhüter, der in der armenischen ersten Liga und zweimal in der armenischen Nationalmannschaft spielte. Seit dem 1. Januar 2020 hat er einen Halbjahresvertrag beim deutschen Siebtligisten TuS Rotenhof (Verbandsliga Nord, Schleswig-Holstein).

## Karriere
Bis zu seinem Wechsel zum Rendsburger Stadtteilverein TuS Rotenhof spielte Ghasarjan stets in Armenien, ab 2007 in der obersten Spielklasse. Er spielte für die Vereine FC Banants Jerewan, FC Ararat Jerewan und FC Alaschkert Martuni. In der ersten Liga Armeniens brachte er es zu mindestens 119 Einsätzen, im armenischen Pokalwettbewerb spielte er 11-mal, in der Qualifikation zur UEFA Europa League sechsmal. 2009 und 2011 war er mehrfach ohne Einsatz im Kader der Nationalmannschaft. 2010 kam er in den Freundschaftsspielen gegen Usbekistan und den Iran über die volle Spielzeit zum Einsatz.